# Орлюк Сергій Валерійович
Орлюк Сергій Валерійович (нар. 30 грудня 1970, Бердичів, Житомирська область, УРСР) — міський голова Бердичева Житомирської області (2020—2025).

## Біографія
Народився 30 грудня 1970 року в Бердичеві Житомирської області у родині будівельника та швачки. У 1986 році закінчив середню школу № 4 Бердичева.
1990 року закінчив Тульчинський ветеринарний технікум. 1990—1995 — навчався у Київському аграрному університеті. У 2009 році закінчив магістратуру Білоцерківського аграрного університету. Магістр ветеринарної медицини.

## Трудова діяльність
З 1 грудня 2020 року — мер Бердичева.
З 2007 року по 2020 рік — керівник і головний лікар власного Центру ветеринарної медицини «Айболить».
1995 рік — завідуючий Бердичівською аптекою ветмедицини від ВАТ «Житомирзооветпостач».
1990 рік — лікар ветмедицини на Юзефо-Миколаївському цукрокомбінаті.

## Громадська діяльність
З 2016 року — член Наглядової ради Житомирського агроекологічного університету.
З 2014 року — член Наглядової ради при ветеринарному факультеті Київського Національного університету біоресурсів і природокористування України.
З 2014 рік — голова наглядової ради Тульчинського коледжу ветеринарної медицини БНАУ.
З 2012 по  2014 рік  – член Громадської ради при Державній ветеринарній та фітосанітарній службі України.
З 2011 року і дотепер — голова обласного осередку Асоціації спеціалістів ветеринарної медицини України в Житомирській області.

## Робота у місцевих радах
2015—2020 роки — депутат Житомирської обласної ради VII скликання, член постійної комісії з питань охорони здоров'я, соціального захисту населення та у справах ветеранів Житомирської обласної ради.
2007—2015 роки — депутат Бердичівської міської ради V—VI скликань, член постійної комісії з питань охорони здоров'я, екології, соціального захисту населення.

## Розслідування
У червні 2025 року Орлюка було заарештовано за підозрою у вимаганні та отриманні хабаря. Його було взято під варту з заставою 240 тис. грн. За даними слідства, 2024 року Орлюк запропонував підприємцю вирішити питання щодо розміщення торговельних споруд за хабар — $1000 за один дозвіл.

## Відзнаки
- 15.04.2011 року наказом Державного комітету ветеринарної медицини України № 33-К нагороджений відзнакою «За заслуги в розвитку ветеринарної медицини України»[джерело?].
- У 2020 році наказом голови ВО «Країна» № 2217 нагороджений медаллю «За службу Україні»[джерело?].